# هنري مور هارينجتون
هنري مور هارينجتون (بالإنجليزية: Henry Moore Harrington)‏ هو عسكري أمريكي، ولد في 30 أبريل 1849 في قرية ألبيون في الولايات المتحدة، وتوفي في 25 يونيو 1876 في مونتانا في الولايات المتحدة بسبب قتل في المعركة.